# Farouk Hussein Raafat
Farouk Hussein Raafat es un diplomático egipcio ya retirado.
- De 1971 a 1975 fue Oficial en el Ministerio de Asuntos Exteriores.
- De 1975 a 1979 fue Cónsul en Ginebra.
- De 1979 a 1980 fue Segundo Secretario del Departamento para los Países Árabes en el Ministerio de Asuntos Exteriores.
- De 1980 a 1984 fue Primer Secretario de embajada en Singapur.
- De 1984 a 1987 fue Asesor del Departamento de Europa Occidental y, por lo tanto, el Protocolo del Ministerio de Asuntos Exteriores.
- De 1987 a 1989 fue Consejero de embajada en México.
- De 1989 a 1991 fue Asistente del Jefe de Gabinete del Ministerio de Asuntos Exteriores (); 1991-*En 1992 fue enviado a Dublín en Irlanda.
- De 1992 a 1994 a fue Adjunto Jefe de Gabinete del Ministerio de Asuntos Exteriores.
- En 1994 fue designado embajador.
- De 1994 a 1998 fue Cónsul general en París.
- De 1998 a 1999 fue Secretario General del Consejo Asesor  en el ministro de Asuntos Exteriores.
- De 1999 a 2000 fue director del Departamento de Seguridad en el Ministerio de Asuntos Exteriores.
- De 2001 a 2005 fue Embajador ante la Santa Sede.[1]